# 比罗比詹
比罗比詹（俄语：Биробиджан，俄語發音：[bʲɪrəbʲɪˈdʐan]，羅馬化：Birobidzhan）是俄羅斯猶太自治州首府。2024年人口67,788人。
城名由比羅河和比詹河合併而成。西伯利亞鐵路經過本市。建于1931年。工业以轻工（针织、缝纫、制靴）、机械制造（农机、变压器）和木材加工为主。
比罗比詹市座落在黑龙江中游低地、比拉河畔，距伯力172公里。属季风气候带，1月平均气温-2l℃至-26.5℃，7月平均气温18℃2至21℃，年降水量500-700毫米。
比罗比詹是犹太自治州的教育和文化中心。这里有该州惟一的一所高等院校──师范学院。该州的中等专业学校也大都设在这里。
比罗比詹的文化机构和设施较齐全：剧院、俱乐部、图书馆、博物馆等。这里有犹太人歌剧院、科切列特剧团、自治州音乐协会。每年都举行传统的犹太人音乐会，1991年起音乐会成为国际性的音乐盛会。这里还有方志博物馆、美术博物馆。
比罗比詹是犹太自治州的经济中心，主要工业部门和企业大都集中在这里。比罗比詹是远东的轻工业中心之一。战前在这里建立了织袜厂、纺织厂、制鞋厂、制毡靴厂，60年代建成了远东最大的织袜厂。机器制造业的代表企业是远东农机厂（1960年建立，是远东最大的农机厂，现已改造为股份公司），还有重型变压器厂。此外还有一些汽车修配厂、木材加工厂、食品加工厂等企业。
该市是犹太自治州的交通枢纽。西伯利亚大铁路通过该市，并有比罗比詹1号站和支线通往黑龙江沿岸地区的下列宁斯科耶（主要农业区）。该市是公路运输枢纽站，有通往伯力和奥布卢奇耶的公路。该市有小型机场，与哈巴罗夫斯克和其他区中心有航空联系。

## 歷史
清代屬於吉林将军轄區，称此地奇穆尼窝集。通過《璦琿條約》俄羅斯獲得黑龍江北岸地區的主權，此地也隨之成爲俄羅斯領土。

## 当地犹太和意第绪文化
据在比罗比詹首席拉比和恰巴德路巴维奇派该地区代表，拉比莫迪凯-沙伊纳表示“今天人们可以享受意第绪文化的好处，而不是害怕回到自己的犹太传统。这儿很安全，没有任何反犹太人主义，我们计划在这里开第一所犹太主日学校。“莫迪凯-沙伊纳，6个以色列孩子的父亲，过去五年来一直是比罗比詹的拉比。他也是俄罗斯电视节目，Yiddishkeit的主持人。这个镇的犹太会堂于2004年开放。拉比沙伊纳说，在比罗比詹有4000名犹太人，刚刚超过城市75000人口的百分之五。比罗比詹犹太社区处于列夫·托特曼领导下，直到他于2007年9月死亡。

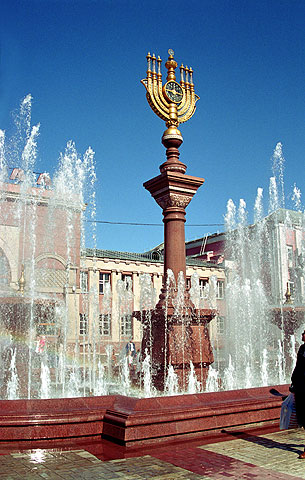

比罗比詹的犹太文化复兴远远早于苏联其他地方。意第绪语剧院在20世纪70年代开放。意第绪和犹太教传统15年来已被要求是几乎所有公立学校的组成部分，它们不是作为犹太人的异域色彩，而是作为该地区的国家遗产的一部分来教授。比罗比詹犹太会堂于2004年完成，位于主日学校教室，图书馆，博物馆和行政办公室的复合建筑旁边。该建筑物在2004年正式开幕，以纪念犹太自治州成立70周年。关于自治州的犹太社区，州长尼古拉·米哈伊洛维奇·沃尔科夫曾表示，他打算“支持当地犹太人组织的每一个宝贵的倡议。“。2007年，以色列巴爾-伊蘭大学的意第绪语研究教授鲍里斯·科特勒曼发起了第一届比罗比詹国际暑期意第绪语语言和文化课程。城市的主要街道甚至以意第绪语作家和喜剧演员尚洛姆·阿莱赫姆命名。
为了庆祝2007年光明节，犹太自治州比罗比詹的官员宣布建成世界上最大的光明灯。

## 姐妹城市
- 日本新潟市
- 中国鹤岗
- 中国伊春市[14]（2011年5月18日）
- 美国比弗頓